# Пукатолетчін 11
Пукатолетчін 11 (англ. Puckatholetchin 11) — індіанська резервація в Канаді, у провінції Британська Колумбія, у межах регіонального округу Фрейзер-Велі.

## Населення
За даними перепису 2016 року, індіанська резервація нараховувала 5 осіб. Середня густина населення становила 2,1 осіб/км².

## Клімат
Середня річна температура становить 8,7°C, середня максимальна – 19,9°C, а середня мінімальна – -4,4°C. Середня річна кількість опадів – 1 587 мм.
| Клімат поселення                              | Клімат поселення | Клімат поселення | Клімат поселення | Клімат поселення | Клімат поселення | Клімат поселення | Клімат поселення | Клімат поселення | Клімат поселення | Клімат поселення | Клімат поселення | Клімат поселення | Клімат поселення |
| Показник                                      | Січ.             | Лют.             | Бер.             | Квіт.            | Трав.            | Черв.            | Лип.             | Серп.            | Вер.             | Жовт.            | Лист.            | Груд.            |                  |
| Середній максимум, °C                         | 4,85             | 7,14             | 9,27             | 12,51            | 15,89            | 18,75            | 18,98            | 19,94            | 16,54            | 11,99            | 6,22             | 3,49             |                  |
| Середня температура, °C                       | 0,23             | 2,52             | 4,66             | 7,89             | 11,26            | 14,12            | 16,64            | 17,59            | 14,19            | 9,64             | 3,87             | 1,13             |                  |
| Середній мінімум, °C                          | −4,4             | −2,1             | 0,04             | 3,28             | 6,64             | 9,51             | 14,29            | 15,25            | 11,84            | 7,29             | 1,52             | −1,2             |                  |
| Норма опадів, мм                              | 227              | 159              | 137              | 106              | 83               | 69               | 51               | 45               | 84               | 168              | 242              | 216              |                  |
| Середньомісячна швидкість вітру, м/с          | 3.01             | 3.00             | 3.04             | 3.08             | 2.92             | 2.90             | 2.79             | 2.60             | 2.42             | 2.52             | 2.89             | 3.01             |                  |
| Середньомісячна сонячна радіація, кДж/м²·день | 3332             | 6433             | 10313            | 15417            | 18982            | 20604            | 21966            | 18880            | 13460            | 7410             | 3664             | 2586             |                  |
| --------------------------------------------- | ---------------- | ---------------- | ---------------- | ---------------- | ---------------- | ---------------- | ---------------- | ---------------- | ---------------- | ---------------- | ---------------- | ---------------- | ---------------- |
| Джерело:                                      |                  |                  |                  |                  |                  |                  |                  |                  |                  |                  |                  |                  |                  |